# 奧斯特比鎮區 (北達科他州博蒂諾縣)
奧斯特比鎮區（英語：Ostby Township）是位於美國北達科他州博蒂諾縣的一個鎮區。

## 地方資料
奧斯特比鎮區的面積為91.89平方千米，當中陸地面積為91.82平方千米，而水域面積為0.07平方千米。根據2010年美國人口普查的數據，當地共有人口45人，而人口密度為每平方千米0.49人。